# Jevon Kearse
Jevon Kearse (Fort Myers, 3 settembre 1976) è un ex giocatore di football americano statunitense che ha giocato nel ruolo di defensive end nella National Football League. Fu scelto come 16º assoluto nel Draft NFL 1999 dai Tennessee Titans. Al college ha giocato a football all'Università della Florida dove vinse il campionato NCAA nel 1996.

## Carriera professionistica

### Tennessee Titans
Kearse fu scelto nel corso del primo giro del Draft 1999 dai Tennessee Titans. Fu nominato rookie difensivo del mese in tutti i quattro mesi della stagione regolare ad eccezione di uno e, dopo avere stabilito il record NFL per il maggior numero di sack con 14,5, fu premiato come rookie difensivo dell'anno. Si classificò inoltre secondo nel premio di difensore dell'anno dietro a Warren Sapp. Nel primo turno di playoff mise a segno due sack sul quarterback dei Buffalo Bills Rob Johnson, forzò due fumble e mise a segno una safety nella gara divenuta celebre col nome di Music City Miracle. I Titans quell'anno giunsero fino al Super Bowl XXXIV, in cui Kearse partì come titolare, perdendo contro i St. Louis Rams guidati da Kurt Warner.
La stagione successiva, Kearse fece registrare meno sack (11,5) ma affermò di avere giocato meglio che nella sua stagione da rookie. I Titans furono eliminati nel secondo turno di playoff dai Baltimore Ravens che avrebbero vinto il Super Bowl a fine stagione. Nella sfida per il premio di difensore dell'anno, Kearse si classificò dietro Ray Lewis dei Ravens e venne convocato per il suo secondo Pro Bowl.
Nel 2001, Kearse passò dal ruolo di defensive end sinistro a quello sul lato destro poiché i Titans avevano acquisito Kevin Carter. Il giocatore rispose con 10 sack e 3 fumble forzati, venendo convocato per il suo terzo e ultimo Pro Bowl. Nel 2002 si fratturò il quinto metatarso del piede destro nella seconda giocata della prima gara della stagione, rimanendo inattivo per 12 settimane. A causa dell'infortunio terminò con 2 soli sack in 4 partite
Nella stagione 2003, i Titans tornarono nella finale della AFC e Kearse mise a segno 9,5 sack nelle prime nove gare ma non poté disputare le ultime sette per infortuni. Giocò tuttavia un ruolo chiave nei playoff prima che la squadra fosse eliminata dopo una intensa battaglia contro i New England Patriots.

### Philadelphia Eagles
Divenuto free agent, nel 2004 Kearse nel 2004 firmò un contratto da 8 anni del valore di 65 milioni di dollari coi Philadelphia Eagles. Nel primo anno con la nuova squadra raggiunse il Super Bowl XXXIX, perso coi Patriots. Nelle stagioni successive non fece più registrare i picchi raggiunti coi Titans, finendo per perdere il ruolo di titolare nella settimana 11 del 2007, la sua ultima stagione con gli Eagles.

### Ritorno ai Titans
Il 6 marzo 2008, Kearse fece ritorno ai Titans firmando come free agent un contratto biennale. Partì come titolare in tutte le 16 gare del 2008, terminando con 3,5 sack. Nel 2009, la sua ultima annata come professionista, l'allenatore Jeff Fisher gli preferì come titolare William Hayes, terminando con un solo sack.

## Palmarès

### Franchigia
- American Football Conference Championship: 1

Tennessee Titans: 1999
- National Football Conference Championship: 1

Philadelphia Eagles: 2004

### Individuale
- Convocazioni al Pro Bowl: 3

1999, 2000, 2001
- First-team All-Pro: 1

1999
- Rookie difensivo dell'anno - 1999
- PFWA All-Rookie Team - 1999
- Leader della NFL in fumble forzati: 1

1999

## Statistiche
| Partite totali      | 133  |
| Partite da titolare | 122  |
| Tackle              | 314  |
| Sack                | 74,0 |
| Intercetti          | 18   |
| Fumble forzati      | 28   |